# Soksajeong
Soksajeong (속사정?), noto anche con il titolo internazionale The Inside Story, è un film del 2017 diretto da Jo Il-jeon.

## Trama
Lee So-yeon si reca a una stazione di polizia affermando di avere ucciso per legittima difesa suo marito, Choi Joo-hyeok. L'investigatore incaricato del caso, Kang Gi-cheol, scoprirà che il caso non è tuttavia di facile risoluzione.